# 2549 Бејкер
2549 Бејкер (енгл. 2549 Baker) је астероид главног астероидног појаса чија средња удаљеност од Сунца износи 3,194 астрономских јединица (АЈ).
Апсолутна магнитуда астероида је 12,7.